# Mariestads stadshotell
Mariestads stadshotell är en byggnad och ett hotell vid Nya torget i Mariestad.

## Historia
Stadshotellet uppfördes 1865-66 av det då nybildade Mariestads Hotell Actie Bolag för att möta den expansiva stadens behov att inhysa resande på ett modernt och bekvämt sätt. Hotellet skulle även fylla en funktion i stadens sociala liv genom dess stora salar för baler och fester. En trädgårdstomt på östra sidan av det nya torget hade inhandlats för byggnaden. 
Ritningarna för byggnaden gjordes av Stockholmsarkitekten Fredrik Wilhelm Scholander, medan dekorationerna utfördes av John Georg Arsenius. Det invigdes på Karlsdagen den 28 januari 1867 med en kungabal, dit stadens och länets mera bemärkta personer samlades. Staden övertog 1875 aktiemajoriteten för 85 000 kr.
Hotellet har genomgått flera om- och tillbyggnader under åren. Det förlängdes 1925 med två fönsteraxlar mot torget, och på mitten av 1900-talet tillkom flera annex. Det fyller än idag sin ursprungliga funktion och erbjuder förutom rum för resande även restaurang och nattklubb.